# Kløfta
Kløfta är en tätort i Ullensakers kommun i landskapet Romerike i Akershus fylke i sydöstra Norge. Orten ligger 36 kilometer från Oslo.
Järnvägen från Oslo mot Trondheim går vid Kløfta. Även motorvägen på Eururopaväg 6 går alldeles utanför Kløfta.
Den amerikanska hotellfamiljen Hilton härstammar från Kløfta, där grundaren Conrad Hiltons far föddes.

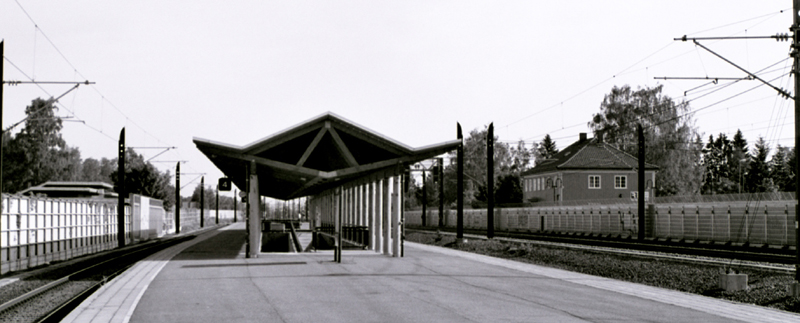
Kløfta station, 36,5 kilometer nordost om Oslo.